# Mäntysaaret (ö i Birkaland, Nordvästra Birkaland)
Mäntysaaret är öar i sjön Hulppojärvi och i kommunen Ikalis i landskapet Birkaland, i den sydvästra delen av Finland, 200 km norr om huvudstaden Helsingfors. Den södra av två öars area är 0,8 hektar och dess största längd är 240 meter i nord-sydlig riktning.  Den andra ön är något mindre.